# توماس تايرا
توماس تايرا (بالإنجليزية: Thomas Tyra)‏ هو عالم موسيقى وملحن أمريكي، ولد في 17 أبريل 1933 في سيسيرو في الولايات المتحدة، وتوفي في 7 يوليو 1995 في أتلانتا في الولايات المتحدة.

## معرض صور

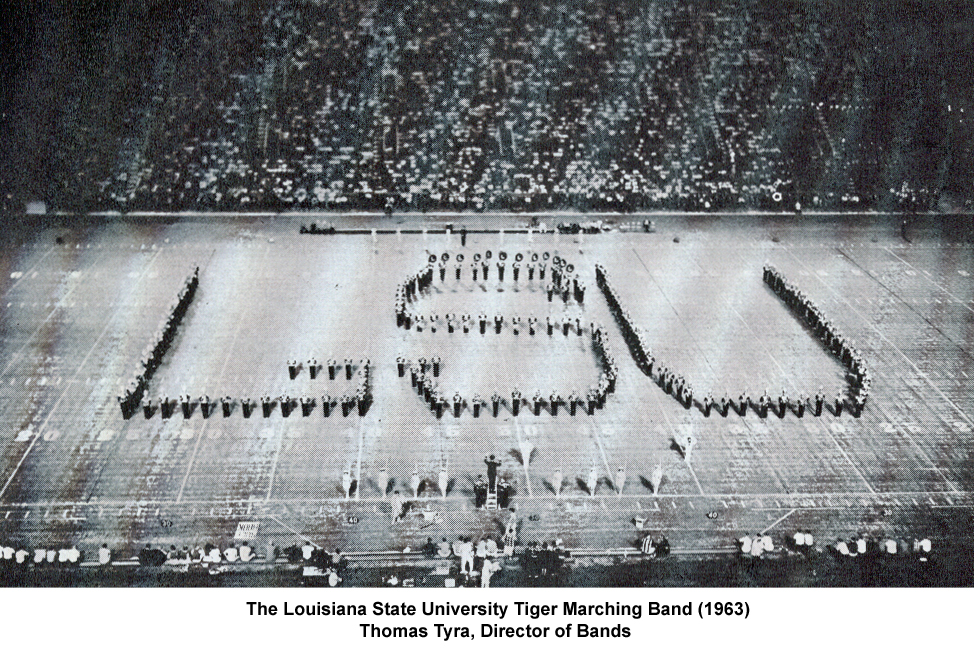
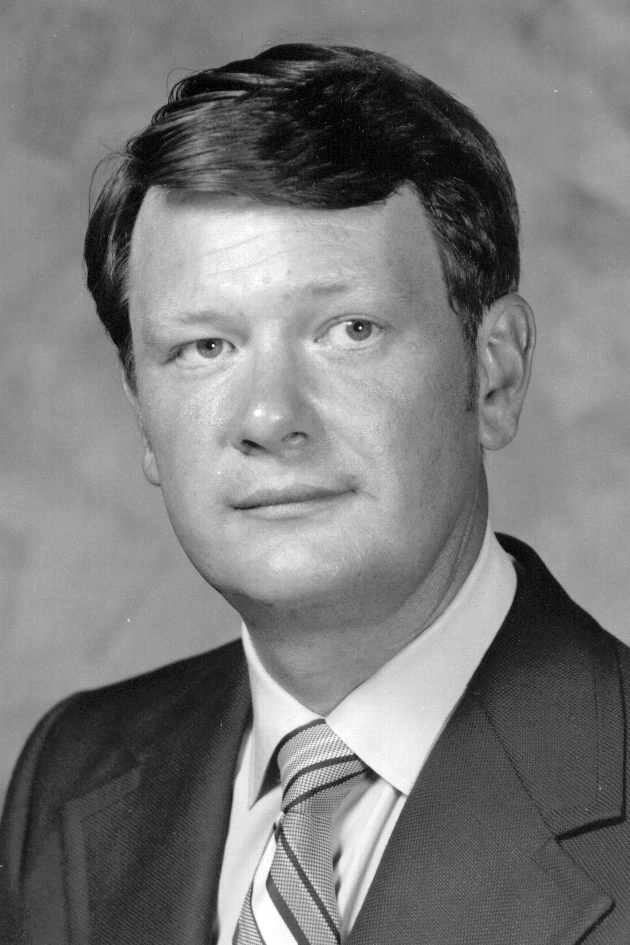
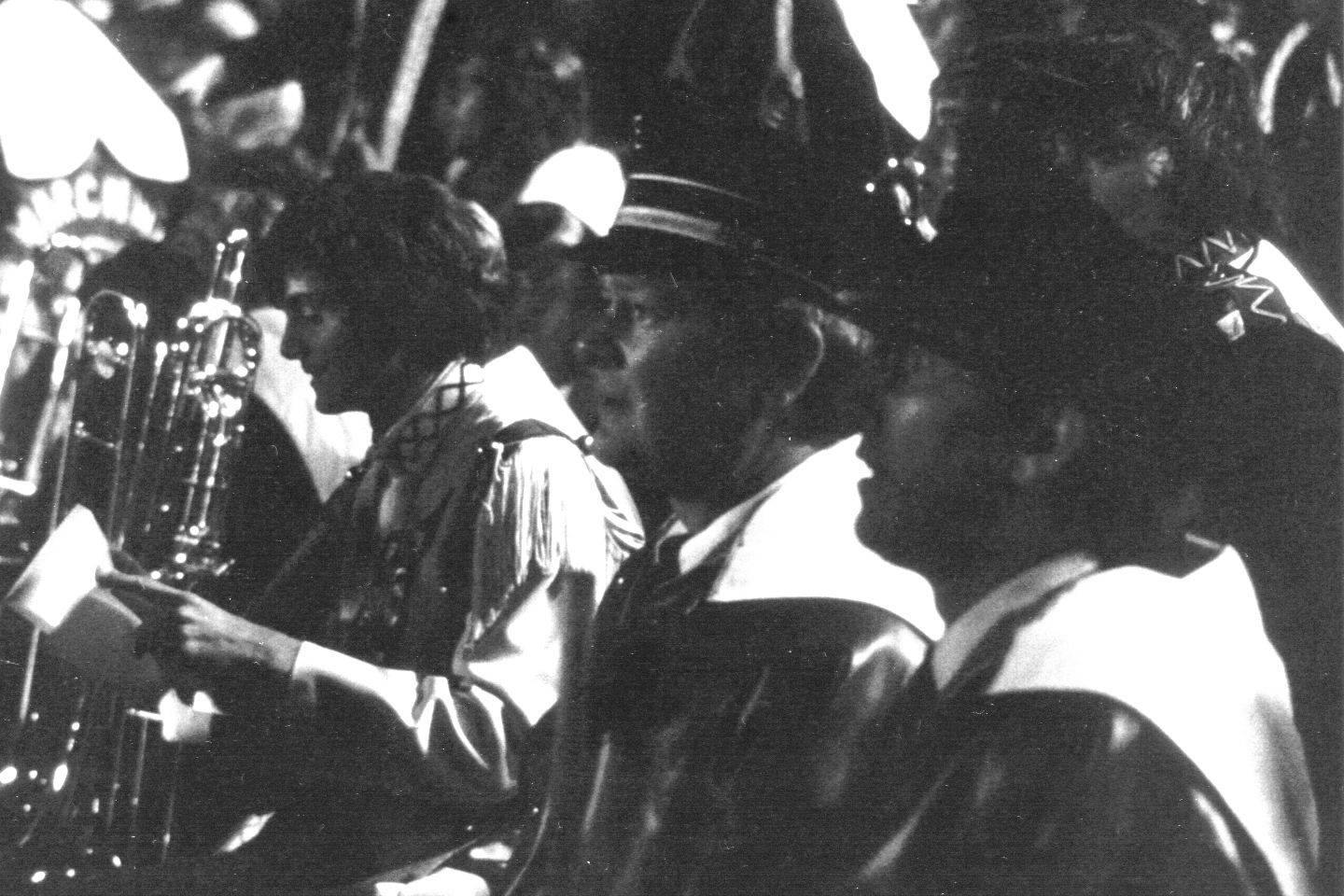
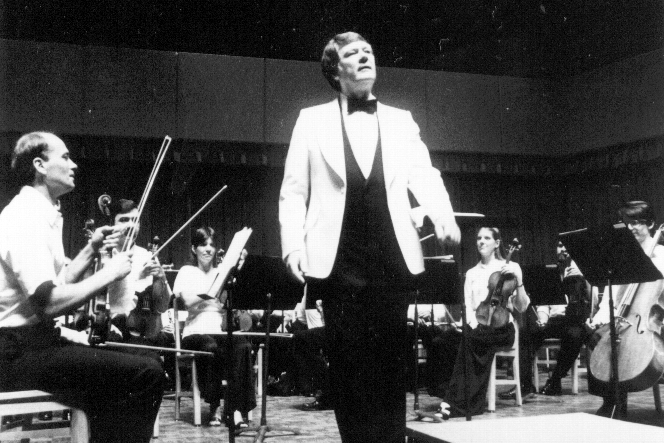